# Nennalpheus sibogae
Nennalpheus sibogae är en kräftdjursart som först beskrevs av De Man 1910.  Nennalpheus sibogae ingår i släktet Nennalpheus och familjen Alpheidae. Inga underarter finns listade i Catalogue of Life.